# Franciszek Jamka-Koperski
Franciszek Jamka-Koperski (ur. 22 października 1896 w Zwardoniu, zm. 26 czerwca 1965) – major administracji Wojska Polskiego, kawaler Orderu Virtuti Militari.

## Życiorys
Urodził się 22 października 1896 lub 23 sierpnia 1895. Przed 1914 był członkiem Związku Strzeleckiego. Po wybuchu I wojny światowej 1914 wstąpił do Legionów Polskich. Służył w 5 pułku piechoty w składzie I Brygady. W 1916 został wzięty do niewoli rosyjskiej. W 1918 został żołnierzem II Korpusu Polskiego. Brał udział w bitwie pod Kaniowem.
U kresu wojny wstąpił do Wojska Polskiego. Został żołnierzem 1 pułku ułanów. Brał udział w wojnie polsko-bolszewickiej. Był adiutantem Komendy Miasta Kielce, w stopniu podporucznika referentem oświatowym Dowództwa Okręgu Generalnego „Kielce” od 16 kwietnia 1920, referentem biblioteki żołnierskiej Dowództwa Okręgu Generalnego „Lublin”. Pełnił funkcję dowódcy Szkoły Podoficerów Oświatowych oraz od 1922 do 1923 dowódcy plutonu w 41 pułku piechoty w Suwałkach. 3 maja 1922 został zweryfikowany w stopniu porucznika ze starszeństwem z dniem 1 czerwca 1919. 25 maja 1923 został przeniesiony z korpusu oficerów piechoty do korpusu oficerów administracji, dział naukowo–oświatowy i przydzielony do Dowództwa Okręgu Korpusu Nr II w Lublinie na stanowisko referenta oświatowego. Na stopień kapitana został awansowany ze starszeństwem z dniem 1 lipca 1923. W połowie lat 20. był przedstawicielem sztabu DOK do Komitetu Budowy Domu Żołnierza Polskiego w Lublinie. Od 1927 służył w Korpusie Ochrony Pogranicza. Sprawował stanowisko szefa Oddziału Wychowania Żołnierza i Propagandy w Dowództwie Korpusu Ochrony Pogranicza w Warszawie. W marcu 1934 został przeniesiony do korpusu oficerów piechoty z pozostawieniem na zajmowanym stanowisku. Na stopień majora został mianowany ze starszeństwem z 19 marca 1937 i 14. lokatą w korpusie oficerów administracji, grupa administracyjna.
Po wybuchu II wojny światowej i kampanii wrześniowej został wzięty przez Niemców do niewoli. Był osadzony w Oflagu II C Woldenberg, gdzie pełnił funkcję dyrektora biblioteki obozowej.
Zmarł 26 czerwca 1965. Spoczywa na Cmentarzu Wojskowym na Powązkach w Warszawie (kwatera 22A-1-19). W tym samym miejscu została pochowana Halina Anna Jamka-Koperska (zm. 1974).

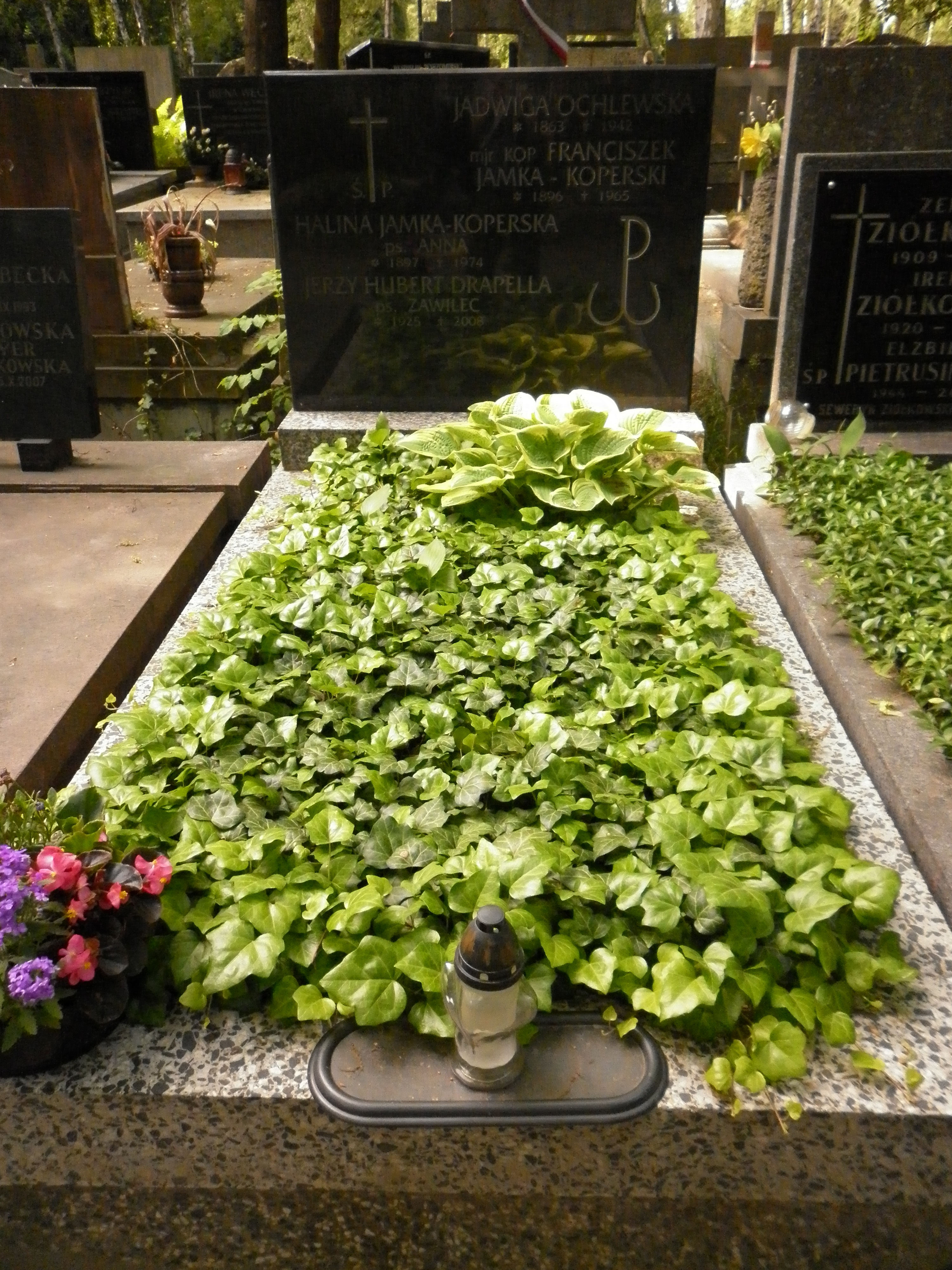
Grób Franciszka Jamki-Koperskiego i Huberta Drapelli na Cmentarzu Wojskowym na Powązkach w Warszawie

## Publikacje
- Korpus Ochrony Pogranicza (1927/1928)
- Korpus Ochrony Pogranicza. W trzecią rocznicę objęcia służby na granicach Rzeczypospolitej 1926–1927 (1928)[14]
- Korpus Ochrony Pogranicza. W piątą rocznicę objęcia służby na granicach Rzeczypospolitej 1924–1929 (1929)
- Korpus Ochrony Pogranicza. W szóstą rocznicę objęcia służby na granicach Rzeczypospolitej 1929–1930 (1927)
- Korpus Ochrony Pogranicza. W siódmą rocznicę objęcia służby na granicach Rzeczypospolitej 1930–1931 (1931)
- Korpus Ochrony Pogranicza. W ósmą rocznicę objęcia służby na granicach Rzeczypospolitej 1931–1932 (1933)
- Na strażnicy i w domu. Ciekawe i pożyteczne wiadomości dla żołnierzy K. O. P. oraz jego rodziny (1935)

## Ordery i odznaczenia
- Krzyż Srebrny Orderu Wojskowego Virtuti Militari nr 6591 (17 maja 1922)[15][16]
- Krzyż Niepodległości (13 kwietnia 1931)[17][18]
- Krzyż Walecznych (czterokrotnie)
- Srebrny Krzyż Zasługi (dwukrotnie: 2 września 1929[19], 11 listopada 1936[20])
- Medal Zwycięstwa (Médaille Interalliée)